# Croatian Airplay Radio Chart
 (janvier 2024).
Si vous disposez d'ouvrages ou d'articles de référence ou si vous connaissez des sites web de qualité traitant du thème abordé ici, merci de compléter l'article en donnant les références utiles à sa vérifiabilité et en les liant à la section « Notes et références ».
Croatian Airplay Radio Chart est un classement hebdomadaire de musique en Croatie,.